# Into Action
Into Action is de eerste single van het debuutalbum A Poet's Life van Tim Armstrong. Armstrong is de zanger van de punkgroep Rancid. Into Action is zijn eerste solosingle.
De stijl van het nummer is ska. In het nummer rapt zanger Tim Armstrong tevens.